# سكوت جونز (لاعب كرة قدم)
سكوت جونز (بالإنجليزية: Scott Jones)‏ (و. 1983  م) هو لاعب كرة قدم، من الولايات المتحدة، ولد في سان أنطونيو، يلعب كلاعب وسط.

## روابط خارجية
- سكوت جونز على موقع الدوري الأمريكي (الإنجليزية)
- سكوت جونز على موقع قاعدة بيانات كرة القدم.إي يو (الإنجليزية)
- سكوت جونز على موقع ناشيونال فوتبول تيمز (الإنجليزية)
- سكوت جونز على موقع Soccerway.com (الإنجليزية)